# Flockenblumen-Scheckenfalter
Der Flockenblumen-Scheckenfalter (Melitaea phoebe) ist ein Schmetterling (Tagfalter) aus der Familie der Edelfalter (Nymphalidae).

## Merkmale
Die Falter erreichen eine Flügelspannweite von 32 bis 42 Millimetern. Ihre Flügeloberseiten sind je nach Tier dunkel bis heller braun und orange gemustert. Am Rand der Hinterflügel fehlen die dunklen Flecken, wie sie bei anderen Scheckenfaltern vorkommen. Das sonstige Muster ist aber sehr ähnlich. Ein spezielles Erkennungsmerkmal dieser Art ist einer der orangen Sichelflecken, die den Flügelrand säumen, der deutlich weiter in die Flügelmitte hineinragt, als die anderen. Die Unterseiten der Hinterflügel sind größtenteils in weiße, schwarz umrandete Felder aufgeteilt, dazwischen verlaufen aber in zwei mehr oder weniger bindenartig angeordneten Reihen orange Flecken. Die Unterseiten der Vorderflügel sind mehr orange, an der äußeren Flügelspitze aber gleich hell, wie die Hinterflügel gefärbt.

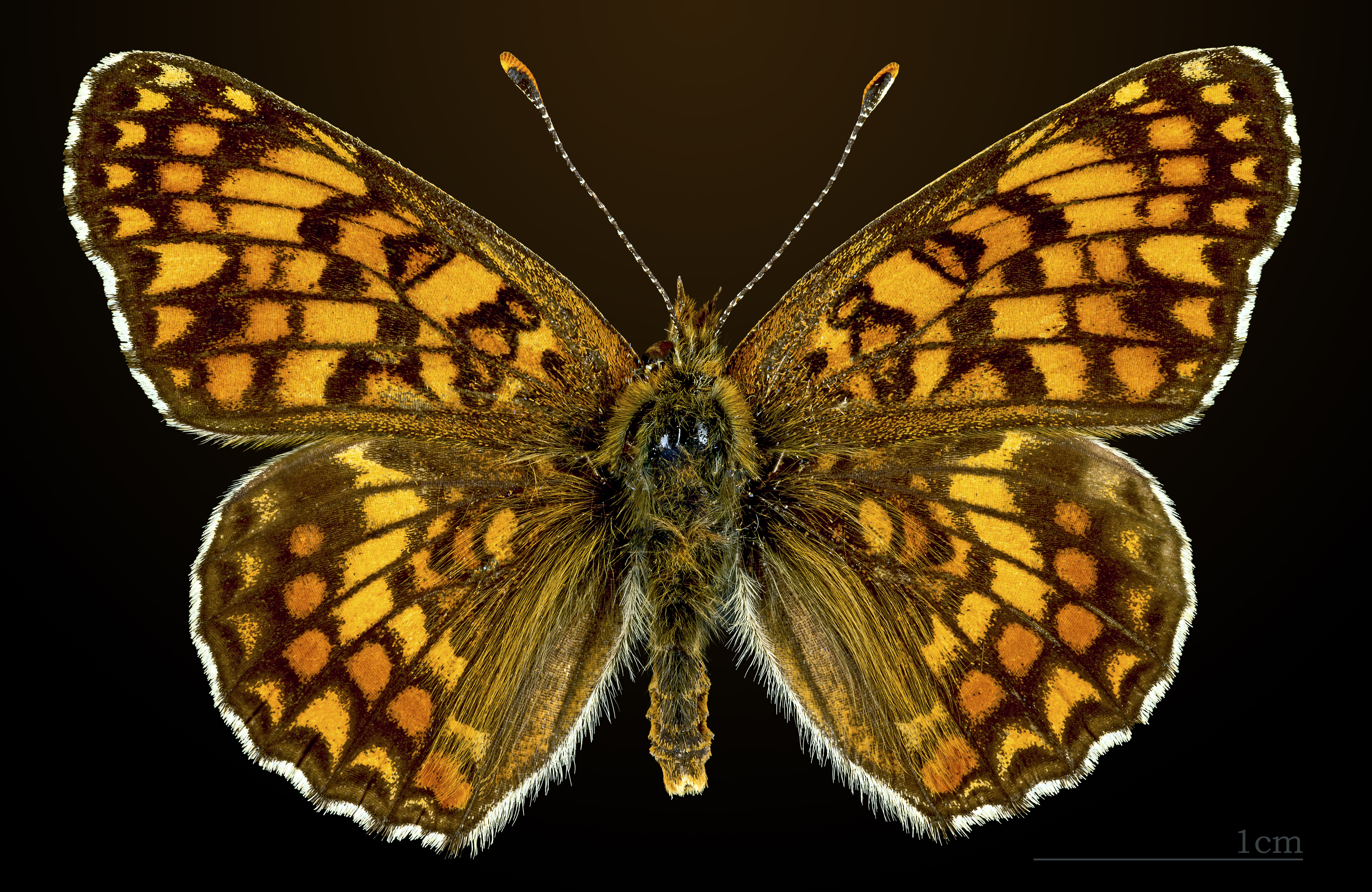
♂
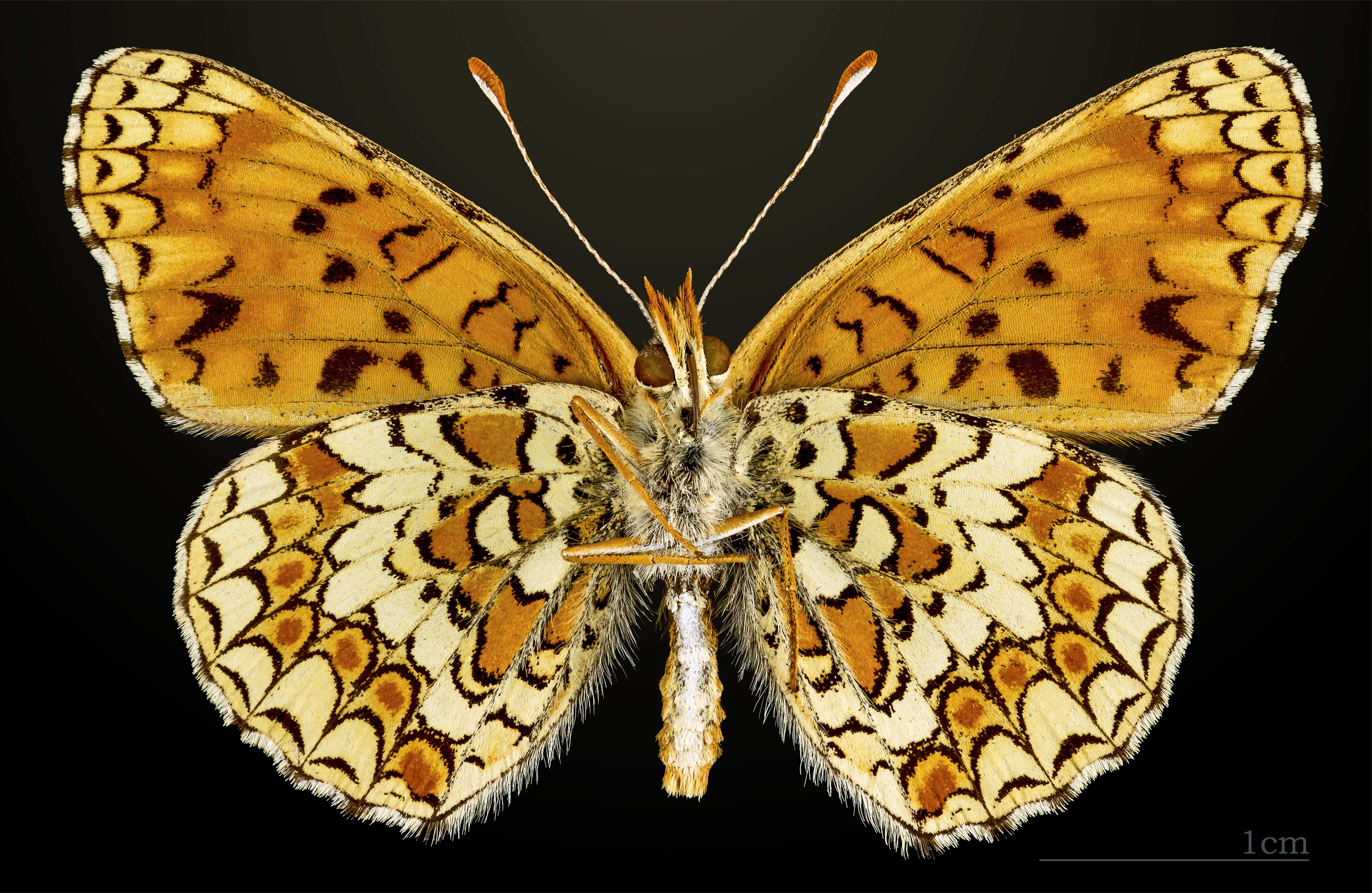
♂ △
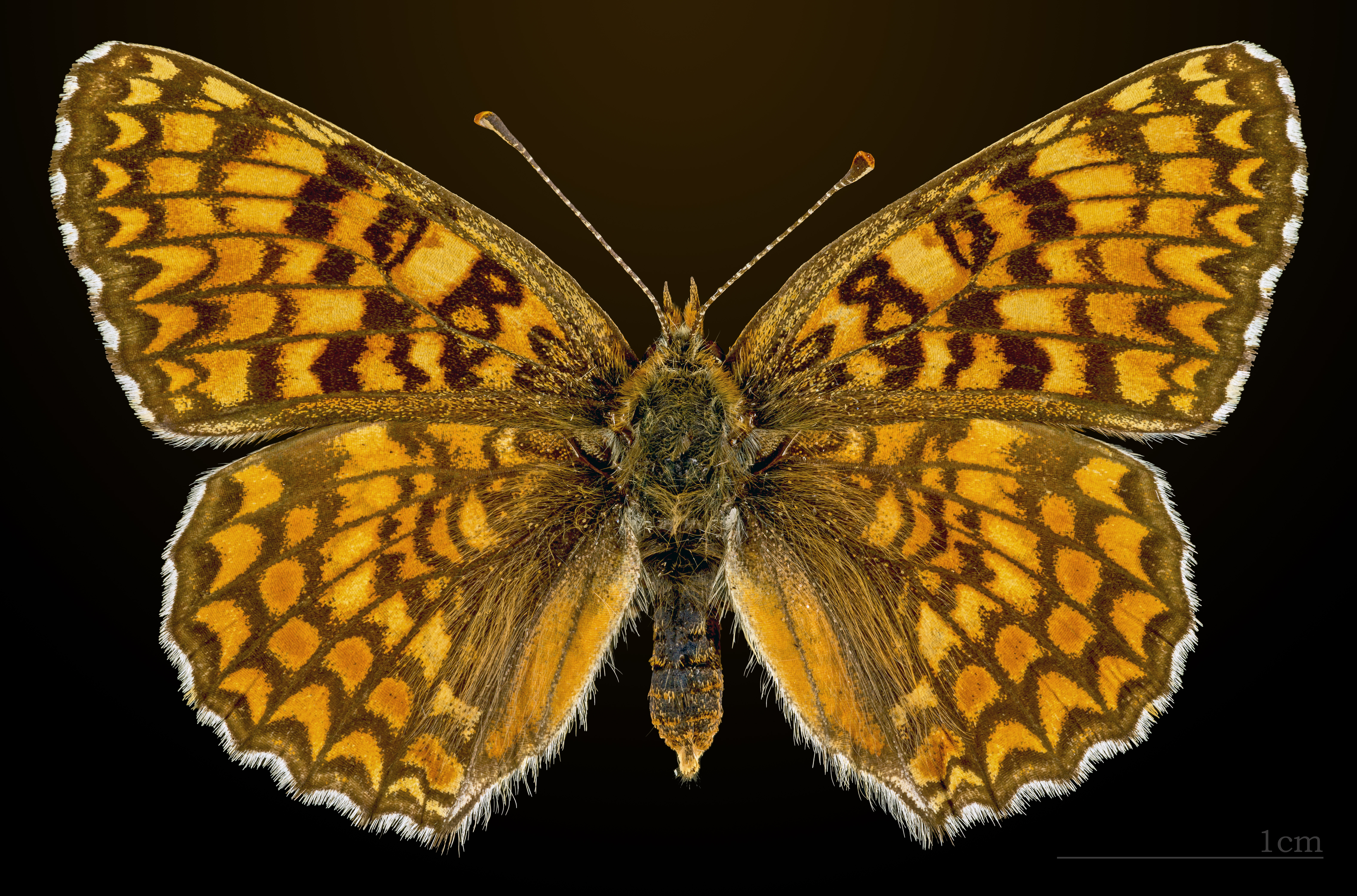
♀
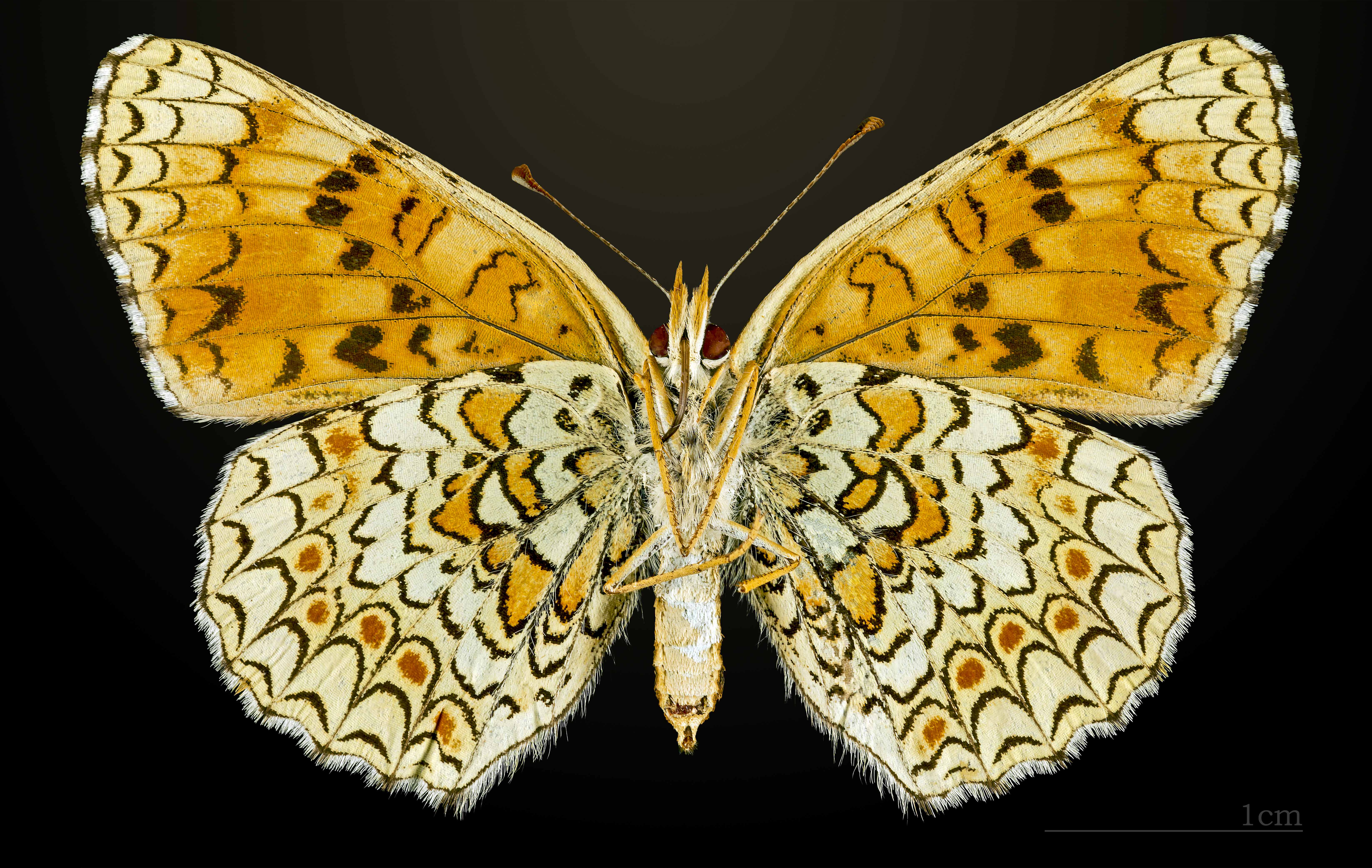
♀ △

Die Raupen werden ca. 30 Millimeter lang. Sie sind schwarzgrau mit mehr oder weniger zahlreichen weißen Punkten gefärbt und tragen an den unteren Seiten orangerote Seitenbinden. Daneben haben sie orange bis braune, kegelförmige Dornen.

### Ähnliche Arten
- Wegerich-Scheckenfalter (Melitaea cinxia)
- Melitaea trivia
- Roter Scheckenfalter (Melitaea didyma)

## Flugzeiten
Die Tiere fliegen meist in zwei Generationen von Mitte April bis Mitte Juni und von Ende Juni bis Anfang September.

## Vorkommen
Die Tiere kommen in Nordafrika, Europa bis auf den Norden, dem Mittleren Osten, der Türkei, in Mittelasien bis in den Norden Chinas vor. In Europa kommen sie bis 1.900 m Seehöhe, in Nordafrika sogar bis 2.700 m vor. Sie leben in warmen und trockenen Gebieten, besonders an höherwüchsigem Magerrasen. In Mitteleuropa sind sie an warmen Stellen im Bergland häufig, sie sind aber fast überall in ihren Populationen stark rückläufig.

## Nahrung der Raupen
Die Raupen ernähren sich von Wiesen-Flockenblume (Centaurea jacea), Tauben-Skabiose (Scabiosa columbaria), Gewöhnlicher Kratzdistel (Cirsium vulgare) und anderen krautigen Pflanzen.

## Entwicklung
Die jungen Raupen leben gemeinsam in Gespinsten an den Futterpflanzen. Sie überwintern und benötigen im nächsten Jahr noch bis in den Sommer um sich zu verpuppen.

## Gefährdung und Schutz
- Rote Liste BRD: 2 (stark gefährdet)[4]